# حسین سپاسگزاریان
حسین سپاسگزاریان (متولد ۱۳۰۸) آفت‌شناس ایرانی است. او اولین رئیس دانشگاه گیلان بود.
سپاسگزاریان برای تدوین کتاب آفات انباری ایران و طرق مبارزه با آنها در سال ۱۳۴۵ برندهٔ جایزه سلطنتی کتاب سال شد.

## زندگی
سپاسگزاریان از دانشکده کشاورزی کرج مدرک مهندسی کشاورزی گرفت و سپس در سال ۱۳۳۵ موفق به گرفتن دکترای کشاورزی در رشته دفع آفات و کنه‌شناسی از دانشگاه هوفنهایم شد. او همچنین برندهٔ نشان لیاقت از طرف دولت آلمان شد.

## آثار
- اصول کلیات کنه‌شناسی، اوانس شیلس ماک فرلاین، ترجمهٔ حسین سپاسگزاریان و احمد دفتری، تهران: دانشگاه تهران، ۱۳۵۷
- آفات انباری ایران و طرق مبارزه با آنها، ۱۳۴۵